# Takahiro Shimotaira
Takahiro Shimotaira (Aomori, 18 december 1971) is een voormalig Japans voetballer.

## Carrière
Takahiro Shimotaira speelde tussen 1990 en 2004 voor Kashiwa Reysol en FC Tokyo.